# Zia Fariduddin Dagar
Zia Fariduddin Dagar (Udaipur, Rajastán, 15 de junio de 1932 - 8 de mayo de 2013) fue una cantante clásico de la India en el Dhrupad, la forma existente más antigua de música clásica del norte de la India (música clásica indostánica) y parte de la familia de músicos Dagar. Enseñó en la Dhrupad Kendra, Bhopal, junto con su hermano mayor, Ustad Zia Mohiuddin Dagar durante 25 años.
Nació en Udaipur, Rajastán, en la India el 15 de junio de 1932, donde su padre, el gran Ustad Ziauddin Khansahib fue el músico de la corte del Maharajá Bhupal Singh de Udaipur. Se le enseñó dhrupad vocal y vina por su padre. Después de la muerte de su padre, él continuó aprendiendo bajo su hermano mayor, Late Ustad Z M Dagar, el principal entonador de rudra vina del siglo XX.